# Gregory Ruckman
Gregory Michael Ruckman (conocido como Greg Ruckman; Cincinnati, 30 de diciembre de 1973) es un deportista estadounidense que compitió en remo.
Ganó una medalla de oro en el Campeonato Mundial de Remo de 1999, en la prueba de ocho con timonel ligero. Participó en dos Juegos Olímpicos de Verano, ocupando el sexto lugar en Sídney 2000 (cuatro sin timonel ligero) y el séptimo en Atenas 2004 (doble scull ligero).

## Palmarés internacional
| Campeonato Mundial | Campeonato Mundial      | Campeonato Mundial | Campeonato Mundial      |
| Año                | Lugar                   | Medalla            | Prueba                  |
| ------------------ | ----------------------- | ------------------ | ----------------------- |
| 1999               | St. Catharines (Canadá) | Medalla de oro     | Ocho con timonel ligero |